# Данди (аэропорт)
Аэропорт Данди (англ. Dundee Airport, гэльск. Port-adhair Dùn Dèagh)(ИАТА: DND, ИКАО: EGPN) расположен в 3 км от центра Данди, Шотландия. Находится на берегу Ферт-оф-Тей и находится недалеко от железнодорожного моста Тей.
Аэропорт Данди — узловой для ScotAirways.

## История
Аэропорт был открыт в 1963 году на осушенном участке земли залива Ферт-оф-Тей. Первая травяная взлётно-посадочная полоса имела длину 900 м. Первый регулярный рейс состоялся 5 июля 1966 года в Глазго. Через две недели открылись рейсы в Эдинбург и Глазго-Прествик. Рейсы были прекращены 31 октября 1967 после того, как British Eagle объявил об убытках в 10 000 фт. ст. Травяная взлётно-посадочная полоса была заменена асфальтовой длиной 1100 м в 1970-е и продлена до сегодняшней длины 1400 м в 1990-е. 16 апреля 1982 в аэропорту открылась таможня, а подсветка взлётно-посадочной полосы — в 1983. Современный терминал аэропорта был открыт в 1997 представителем Еврокомиссии Нейлом Кинноком.
Ramsay World Travel открыл еженедельный летний чартерный рейс на Джерси с Lewis Holidays, а в 1996 была совершена серия летних чартеров на BAe 146 на Майорку с промежуточной посадкой в Борнмуте.
Business Air, а позднее British Midland Regional осуществляли рейсы в Манчестер в 90-е, некоторое время этот маршрут эксплуатировался Eastern Airways.
Tayside Aviation имеет учебную базу и ангар техобслуживания в аэропорту, построенный в 1982. В аэропорту большой трафик авиации общего назначения.

## Аэропорт сегодня
Ежегодные убытки аэропорта Данди составляют свыше £1 млн фт.ст., ожидается, что к 2007-8 они достигнут 2 млн фт.ст.. 12 февраля 2007 было объявлено, что с сентября 2007 Городской совет передаст аэропорт HIAL- Highlands and Islands Airports Limited. Передача произошла 1 декабря 2007.
В настоящее время планируется увеличение регулярных рейсов в аэропорту, хотя аэропорт может принимать только региональные самолёты. Для больших самолётов, используемых бюджетными авиакомпаниями, таких как Boeing 737, длина взлётно-посадочной полосы недостаточна. Самый крупный самолёт, который может приземлиться в аэропорту — BAe 146. Взлетно-посадочная полоса не может быть увеличена согласно существующим ограничениям.
Ramsay World Travel при сотрудничестве с Discover Jersey & Airways Holidays осуществляет еженедельно чартерные рейсы на Джерси (03/05/08-20/09/08) — ранее эти рейсы осуществлялись VLM Airlines на Fokker 50.
29 мая 2007 начались рейсы авиакомпании FlyWhoosh (подразделения польской авиакомпании White Eagle Aviation (WEA), базирующегося в аэропорту Данди) на ATR 42 в Бирмингем и Белфаст-Сити. Тем не менее, с декабря 2007 эти рейсы прекратились.
3 марта 2008 Loganair объявила, что это возобновит маршруты FlyWhoosh с мая 2008 под франшизой Flybe. Компания на этих рейсах использует Saab 340.

## Авиакомпании и назначения
- Air France
  - оператор ScotAirways для CityJet (Лондон-Сити)
- Flybe
  - оператор Loganair (Белфаст-Сити, Бирмингем)
- Ramsay World Travel
  - оператор VLM (Джерси только лето)

## Транспорт

### Автотранспорт
Аэропорт находится недалеко от основной трасс A85, которая соединяет центр города с Кингсвэй, и A90, по которой до центра города нужно проехать всего несколько километров. Вне зала терминала доступно такси.

### Автобус
Аэропорт Данди находится на небольшом расстоянии от автовокзала Данди, куда можно доехать на такси. С неё отходят прямые автобусы по многим направлениям. Кроме того, можно арендовать автобусы местных операторов.

### Железная дорога
На такси можно также попасть на Железнодорожный вокзал Данди. Станция находится на линии East Coast line, по ней можно доехать в Эдинбург аи далее в Глазго. Железнодорожные операторы — First ScotRail, National Express East Coast и CrossCountry.